# 13 vid bordet
13 vid bordet (engelska: Thirteen at Dinner) är en amerikansk-brittisk TV-film från 1985 om den belgiske detektiven Hercule Poirot. Filmen är baserad på romanen Tretton vid bordet (1933) av Agatha Christie. Filmen regisserades av Lou Antonio och hade Peter Ustinov, Faye Dunaway, Jonathan Cecil, Diane Keen, Bill Nighy och David Suchet i huvudrollerna. Filmen sändes första gången på CBS Television den 18 oktober 1985.
Filmatiseringen blev mindre välmottagen än tidigare filmatiseringar med Ustinov, som Döden på Nilen, men förblir minnesvärd inte minst då David Suchet, som senare kom att spela Poirot i den långvariga TV-serien Agatha Christies Poirot, spelade rollen som den inkompetente men välmenande kommissarie Japp.

## Handling
Hercule Poirot medverkar i David Frosts talkshow med skådespelaren Bryan Martin. De två får sällskap av Martins motspelare Jane Wilkinson, som senare visar sig vara en Wilkinson-imitatör vid namn Carlotta Adams. Adams imitation av Wilkinson är så perfekt att det lurar Martin själv. Martin, Poirot och Poirots assistent kapten Arthur Hastings deltar i en middagsbjudning, där den riktiga Jane Wilkinson tränger in Poirot i ett hörn och ber om hans hjälp med att få henne att skilja sig från sin make, Lord Edgeware. Poirot går med på det, bara för att upptäcka att Lord Edgeware redan har beviljat skilsmässan.
Nästa dag hittas Lord Edgware död. Hans tjänare insisterar på att Wilkinson måste ha dödat honom, eftersom hon hade hotat att göra det en gång tidigare. Kommissarie Japp är redo att arrestera Wilkinson för brottet, men hon har ett alibi: hon var på en middagsbjudning med 12 andra personer. Efter att Carlotta Adams också mördats undersöker Poirot saken, till Japps stora förtret. Till slut avslöjas det att Jane Wilkinson faktiskt mördade sin make och anlitade Adams för att delta i middagsbjudningen i hennes ställe för att ge sig själv ett alibi. Hon dödade sedan Adams för att försäkra sig om att hon höll tyst.

## Rollista
- Peter Ustinov som Hercule Poirot
- Faye Dunaway som Jane Wilkinson/Carlotta Adams
- Jonathan Cecil som Arthur Hastings
- Bill Nighy som Ronald Marsh
- Diane Keen som Jenny Driver
- John Stride som filmregissör
- Benedict Taylor som Donald Ross
- Lee Horsley som Bryan Martin
- Allan Cuthbertson som Sir Montague Corner
- John Barron som Lord George Edgware
- Lesley Dunlop som Alice Bennett
- Avril Elgar som Miss Carroll
- Amanda betalar som Geraldine Marsh
- John Quarmby som Sir Montagues butler
- Pamela Salem som Mrs. Wildburn
- Lou Antonio som filmproducent
- David Frost som sig själv
- David Suchet som kommissarie Japp

## Produktion
13 vid bordet var den första av tre TV-filmer med Sir Peter Ustinov som Hercule Poirot. Alla tre hade en samtida miljö, snarare än att utspela sig i den tid då de ursprungligen skrevs. Ustinov hade medverkat som Poirot i två tidigare biofilmer efter att ha tagit över rollen från Albert Finney.

## Trivia
- David Suchet, som här framträder som kommissarie Japp, spelade Hercule Poirot i TV-serien Agatha Christies Poirot (1989). På senare år har Suchet ofta sagt att hans prestation som Japp var den sämsta i hela hans karriär.[7]
- Hastings läser Financial Times för den 12 mars 1985 med rubriken "Gorbatjov är ny sovjetisk ledare".
- Efter scenen där Carlotta (Faye Dunaway) hittas död i sängen, förhör Hercule Poirot (Sir Peter Ustinov) Alice Bennett (Lesley Dunlop) om var Carlotta hade varit kvällen innan. På soffbordet ligger två fotografier av Faye Dunaway som Selena, hennes karaktär i Supergirl (1984)